# Maimire
Maimire là một chi nhện trong họ Pholcidae.

## Các loài
Chi này có các loài sau:
- Maimire tuberculosa González-Sponga, 2009